# Reggenza di Manggarai
La reggenza di Manggarai (in indonesiano: Kabupaten Manggarai) è una reggenza dell'Indonesia, situata nella provincia di Nusa Tenggara Orientale.